# 阿勞雷市
阿勞雷市（西班牙語：Municipio Araure），是委內瑞拉的一個市，由波圖格薩州負責管轄，位於該國西北部，始建於1694年7月6日，面積640平方公里，主要經濟活動是農業，每年平均降雨量1,722毫米，2001年人口111,908。

## 外部連結
- araure-portuguesa.gob.ve （西班牙文）
- Information on the Araure Municipality （西班牙文）

9°34′N 69°13′W / 9.567°N 69.217°W